# Luc Lemiengre
Luc Lemiengre (Roeselare, 2 maart 1956 - Gent, 25 april 2004) was een Belgisch politicus voor Agalev.

## Biografie
Luc Lemiengre studeerde af als burgerlijk ingenieur aan de Katholieke Universiteit Leuven. Beroepshalve werd hij specialist bij het Instituut voor Wetenschappelijk en Technologisch Onderzoek. Eind jaren 1970 was hij actief in de beweging tegen kernenergie. Hij werd in 1982 namens Agalev verkozen in de Gentse gemeenteraad, het eerste groene gemeenteraadslid van Gent. In 1985 en 1987 werd hij door het algemeen partijcongres verkozen als lid van het tienkoppige Uitvoerend Comité. In de Gentse gemeenteraad werden in 1988 werden naast hem ook Vera Dua en Marc Heughebaert verkozen en in 1994 breidde de groene fractie uit naar vijf leden. Lemiengre zetelde daar tot 1995.
Nadat hij in 1995 al zijn functies in Gent had neergelegd werd hij nationaal partijsecretaris van Agalev. Hij stond er in voor de politiek-inhoudelijke standpunten van Agalev en de organisatie, het management, de financiën en het personeelsbeleid van de partij. Hij vormde er een duo met politiek secretaris Jos Geysels, met wie hij na de verkiezingen van 1999 voor regeringsdeelname zorgde. In april 2002 werd hij terug lid van het Gentse partijbestuur van Agalev. Na de verkiezingen van 2003, die een zware nederlaag waren voor Agalev, zetten Geysels en Lemiengre een stap opzij.
Hij stierf in april 2004 aan de gevolgen van longkanker. In 2018 werd het Luc Lemiengrepad in Gent naar hem vernoemd.